# Pfeffenhausen
Pfeffenhausen è un comune tedesco di 4 817 abitanti, situato nel land della Baviera.